# Игнатьево (платформа)
Игна́тьево — остановочный пункт Казанского направления МЖД вблизи села Игнатьево и деревни Володино Раменского района Московской области.
Состоит из двух высоких боковых пассажирских платформ. Переход пассажиров между платформами осуществляется по настилам через пути. Не оборудована турникетами.
Восточнее платформы — насыпной мост через реку Дорка.
Время движения от Казанского вокзала — примерно 1 час 20 минут.